# Selección genómica
La selección genómica (GS, por sus siglas en inglés) predice los valores genéticos de una descendencia en una población asociando su fenotipo (p.e. resistencia a las plagas) con los marcadores genéticos de alta densidad. GS es un método propuesto para abordar las limitaciones de la selección asistida por marcadores (MAS, por sus siglas en inglés) en los programas de mejoramiento genético. Sin embargo, GS es una forma de MAS que se diferencia del mismo al estimar simultáneamente todos los marcadores genéticos, haplotipos o efectos de marcadores a lo largo de todo el genoma para calcular los valores estimados de mejoramiento genómico (GEBV) La potencialidad de GS es explicar la diversidad genética de un programa de mejoramiento a través de una alta cobertura de marcadores de todo el genoma y evaluar sus efectos con el objetivo de predecir los valores de mejoramiento.

## Limitaciones de la selección asistida por marcadores
A diferencia de MAS y su enfoque en pocos marcadores significativos, GS examina todos los marcadores en una población. Desde la propuesta inicial del método de Selección Genómica para su aplicación en programas de mejoramiento genético, esta ha ido surgiendo como una solución a las limitaciones de MAS.
El MAS ha presentado dos problemas principales en las aplicaciones de mejoramiento genético. En primer lugar, las poblaciones mapeadas son basadas en solo dos padres. Al mismo tiempo estas son utilizadas para la mayoría de los análisis de QTL y limitan su precisión. Esto representa un problema, porque tanto la diversidad alélica como los efectos genéticos presentes en una población reproductora no pueden ser representados por una única población biparental.
Además, los caracteres poligénicos (o caracteres complejos) controlados por varios marcadores genéticos de efectos pequeños han sido un desafío para el método MAS. Los métodos estadísticos aplicados para la identificación de marcadores objetivo y la implementación de MAS para la mejora de rasgos poligénicos no han tenido éxito